# Kwiat Jabłoni
Kwiat Jabłoni es una banda de folk pop polaca formada en la ciudad de Varsovia en marzo de 2018. El dúo está compuesto por los hermanos Kasia Sienkiewicz (voz, piano y teclados) y Jacek Sienkiewicz (voz y mandolina). Durante sus actuaciones en vivo suelen incorporar a Grzegorz Kowalski (bajo y sintetizador) y Marcin Ścierański (percusión).
Su primer EP, titulado Dziś późno pójdę spać y publicado el 20 de abril, ha sido un éxito de ventas en Polonia y el videoclip de la canción homónima acumula más de 27 millones de reproducciones. Actualmente la banda se encuentra de gira por algunos de los festivales de música más prestigiosos del país.

## Discografía

### Álbumes
- Niemożliwe (2019), Wytwórnia Agora
- Mogło być nic (2021), Wytwórnia Agora
- Wolne serca (2022), Wytwórnia Agora

### EP
- Dziś późno pójdę spać (2018)
- Live Pol’and’Rock Festival 2019 (2019)

### Sencillos
- Dziś późno pójdę spać (2018)
- Za siódmą chmurą (2018)
- Dobre Granie (2018)[8]
- Dzień dobry (2018)
- Niemożliwe (2018)[9][10]
- Nic więcej (2019)
- Kto powie mi jak (2019)
- Idzie zima (2019)
- Wodymidaj (2020)
- Wzięli mi zamknęli klub (2020)
- Miasto Słońca (2020)[11]
- Mogło być nic (2020)
- Buka (2021)
- Przezroczysty świat (2021)
- Zmierzch, con Miuosh y Zespół Pieśni i Tańca Śląsk (2021)
- Drogi proste, con Julia Pietrucha (2021)
- Szary świat, con Sanah (2022)
- Kometa (2022)
- Jest tylko teraz, con Bedoes y Krzysztof Zalewski (2022)
- Nie, nie, nie (2022)
- Zaraz się zacznie, con Skubas (2022)